# Tijdsein (signaal)
Een tijdsein is een signaal dat door radiozenders precies op het hele uur wordt uitgezonden, vaak voorafgaand aan een nieuwsbulletin. Een tijdsein bestaat uit enkele tonen op de laatste seconden van het uur, gevolgd door een (soms afwijkende) toon die precies op het hele uur valt.
Het klassieke tijdsein bestaat uit zes piepjes, uitgezonden gedurende vijf seconden, met tussenpozen van een seconde. 
Bij de Nederlandse publieke radiozenders werd een tijdsein van drie piepjes gebruikt, waarbij het derde piepje (dat precies op het uur viel) iets langer duurde. In de jaren 00 werden deze definitief afgeschaft op NPO Radio 2 en NPO 3FM. In oktober 2018 volgde NPO Radio 1 en in januari 2020 NPO Radio 5. Alleen bij NPO Radio 4 is het precisietijdsein nog te horen, alhoewel niet elk heel uur op deze zender een nieuwsbulletin wordt uitgezonden. 
| 30                                    | 29 | 28 | 27 | 26 | 25 | 24 | 23 | 22 | 21 | 20 | 19 | 18 | 17 | 16 | 15 | 14 | 13 | 12 | 11 | 10 | 9 | 8 | 7 | 6 | 5 | 4 | 3 | 2 | 1 | 0 |
| ------------------------------------- | -- | -- | -- | -- | -- | -- | -- | -- | -- | -- | -- | -- | -- | -- | -- | -- | -- | -- | -- | -- | - | - | - | - | - | - | - | - | - | - |
| Zes piepjes                           |    |    |    |    |    |    |    |    |    |    |    |    |    |    |    |    |    |    |    |    |   |   |   |   |   |   |   |   |   |   |
| Idem met langere laatste piep         |    |    |    |    |    |    |    |    |    |    |    |    |    |    |    |    |    |    |    |    |   |   |   |   |   |   |   |   |   |   |
| Drie piepjes met langere laatste piep |    |    |    |    |    |    |    |    |    |    |    |    |    |    |    |    |    |    |    |    |   |   |   |   |   |   |   |   |   |   |
|                                       |    |    |    |    |    |    |    |    |    |    |    |    |    |    |    |    |    |    |    |    |   |   |   |   |   |   |   |   |   |   |

Bij sommige Duitse radiozenders duurt het tijdsein een halve minuut, zoals in de laatste regel hierboven. Het bestaat uit:
- elf piepjes, van 30 tot 20 seconden vóór het uur.
- een piepje, 15 seconden vóór het uur.
- een piepje, 10 seconden vóór het uur.
- zes piepjes, van 5 seconden vóór het uur tot het uur. Het laatste piepje duurt iets langer.

Er zijn ook zenders die alleen tijdsignalen uitzenden, zoals DCF77.

## Vertraging
De afstand tussen radiozender en ontvanger kan een paar honderd kilometer zijn. De vertraging die het tijdsein daardoor ondervindt is ongeveer 1 ms en dus voor de mens niet waarneembaar. Hetzelfde geldt voor de reeds genoemde DCF77. Een grotere vertraging ontstaat door de beperkte geluidssnelheid wanneer de luisteraar op een paar meter afstand van zijn toestel zit, doch ook deze vertraging is uiterst gering.
Ernstiger is de vertraging die ontstaat door het toepassen van satellieten en digitale ontvangst. Dit is goed waarneembaar als men gelijktijdig luistert naar twee radio- (of televisie-)toestellen die op hetzelfde station afgestemd zijn. Door deze vertraging, die enkele seconden kan bedragen, is een tijdsein tegenwoordig veel minder betrouwbaar.